# 프란시스코 수아레스
프란시스코 수아레스(Francisco Suarez, 1548년 1월 5일 ~ 1617년 9월 25일)는 에스파냐의 신(新)스콜라학의 대표적 철학자이다. 우수박사(優秀博士).
그라나다에서 태어나 16세 때 제수이트회에 가입, 살라망카에서 배웠다. 아라비아 및 세고비아에서 철학을 가르치고(1571), 후에 바야돌리드, 로마, 포르투갈의 코임브라에서 가르친 다음 리스본에서 사망하였다.
언제나 연구에 열중하였으며 많은 학설의 조화·중용을 목표로 했고, 과학의 진리와 신앙의 진리의 동일성을 주장했다. 그는 《영국 교회파의 오류에 대한 가톨릭 신앙의 옹호》(Defensis fidei catholicae et apostolicae adversus anglicane sectae errores, 1613)라는 저서에서
교황은 직접 신에 의해 임명되지만, 국왕권력은 인민에 유래하며 원시계약 조항이나 사회공동체 유지라는 목적으로 제한되어 교황권력이 세속권력보다 우위에 있으므로, 이교도(異敎徒)의 군주(프로테스탄트 군주)는 신하에 의해 폐위 또는 살해될 수 있다고 주장하였다.이런 예수회의 과격한 사상은 로마 가톨릭 교회의 프로테스탄트에 대한 가혹한 탄압과 가톨릭과 개신교간 종교전쟁의 구실이 되었다. 이 때문에 영국이나 프랑스에서는 그의 저서가 불살라지거나 금지되었다. 국제법학(國際法學)에서는 그로티우스의 선구가 되는 사상을 말했다. 그의 영향은 널리 신교의 대학에도 미쳤다.

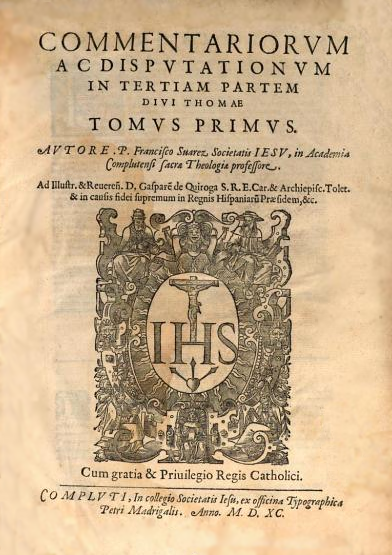
Commentariorum ac disputationum in tertiam partem divi Thomae (1590).
Summae theologiae. De Deo uno et trino, I, 1607
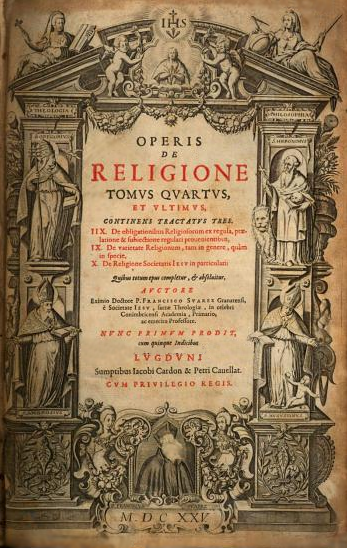
Operis de religione (1625).
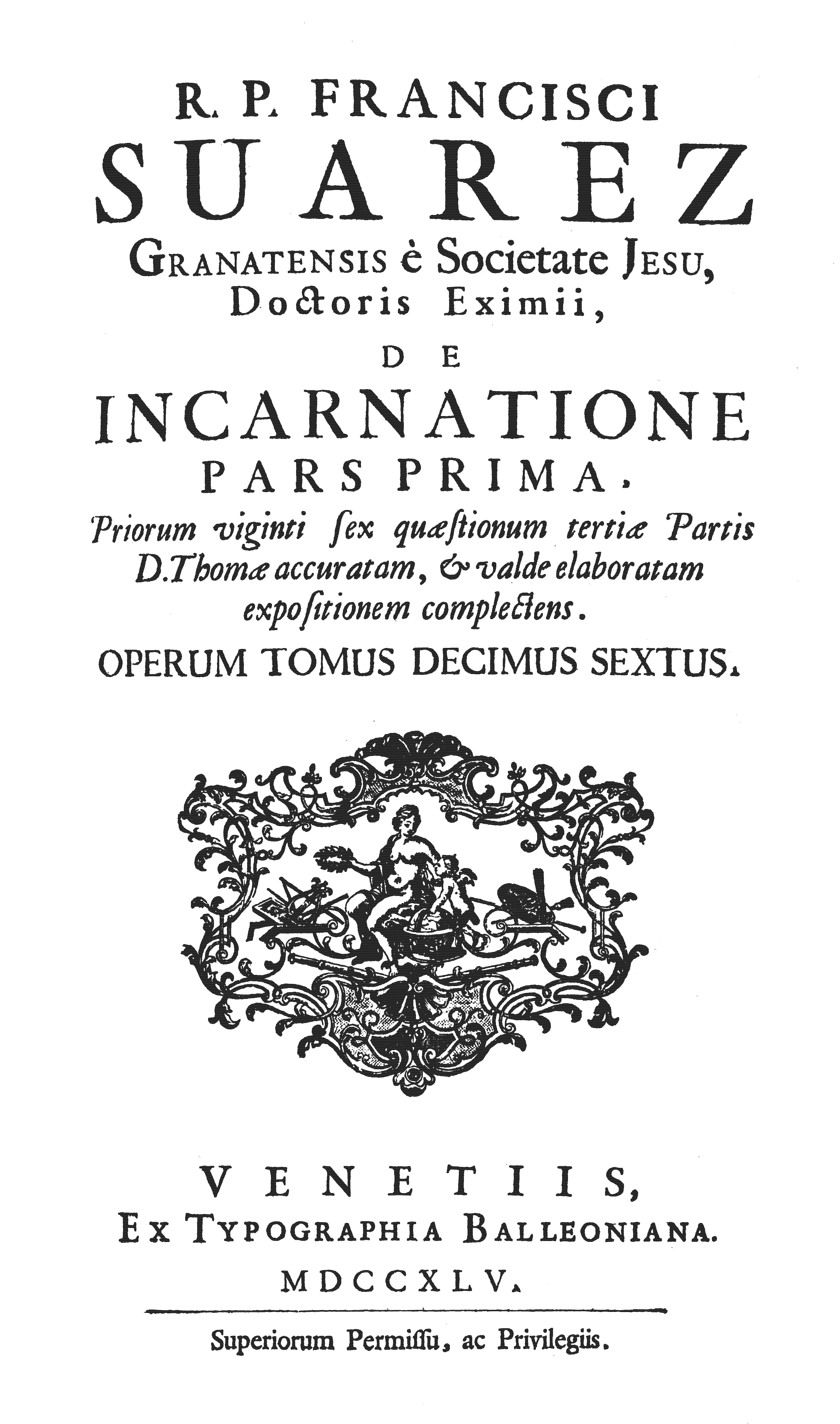
De incarnatione, pars prima (1745).
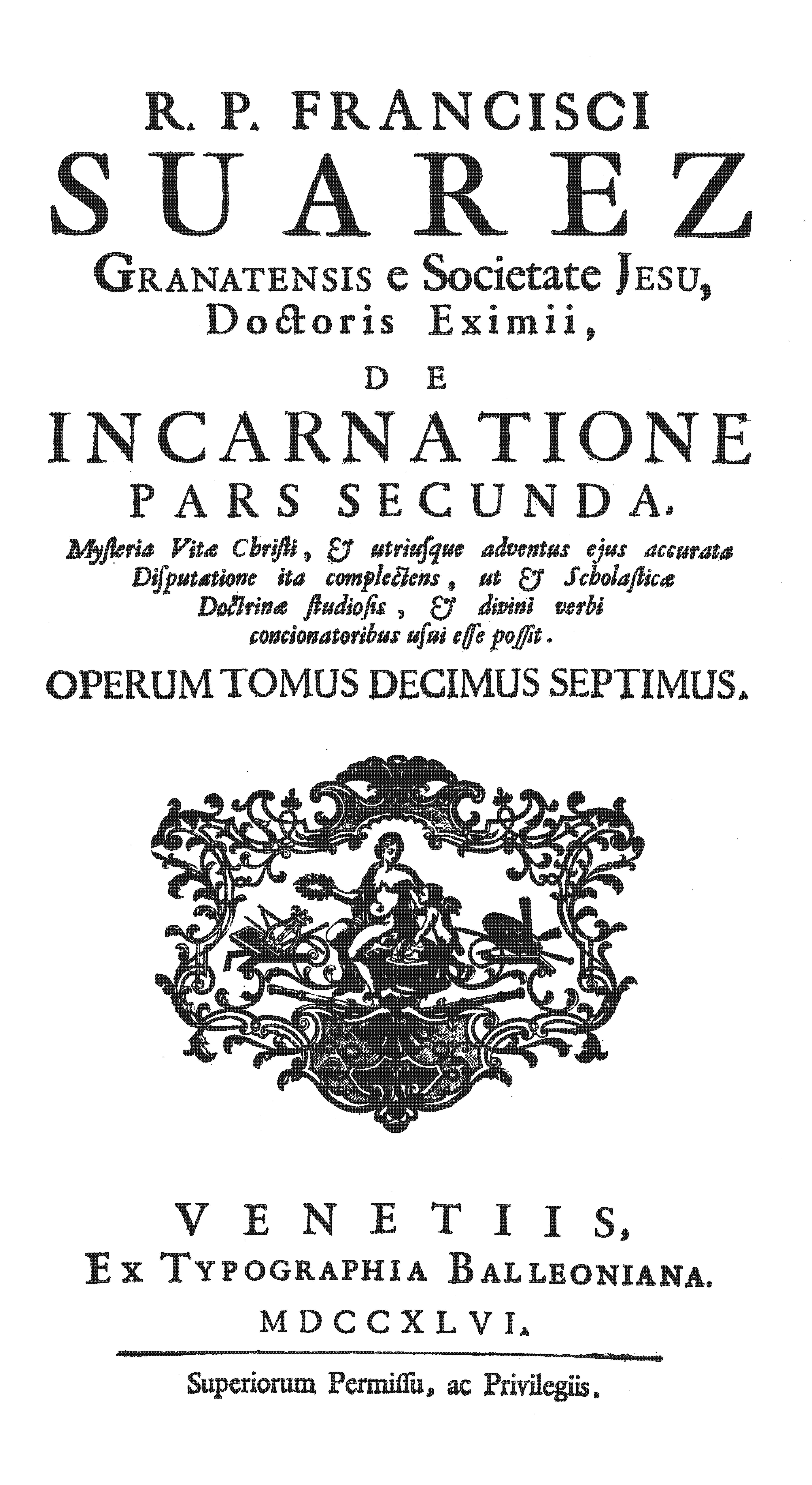
De incarnatione, pars secunda (1746).

## 같이 보기
- 법학
- 알폰소 마리아 데 리구오리
- 정치철학